# Parigi-Corrèze 2004
La Parigi-Corrèze 2004, quarta edizione della corsa, si svolse dal 24 al 26 settembre 2004 su un percorso di 535 km ripartiti in 3 tappe, con partenza da Contres e arrivo a Objat. Fu vinta dal belga Philippe Gilbert della FDJ davanti all'australiano Simon Gerrans e all'olandese Koen de Kort.

## Tappe
| Tappa  | Data         | Percorso                            | km    | Vincitore di tappa | Leader cl. generale |
| ------ | ------------ | ----------------------------------- | ----- | ------------------ | ------------------- |
| 1ª     | 24 settembre | Contres > Saint-Amand-Montrond      | 176,6 | Jaan Kirsipuu      | Jaan Kirsipuu       |
| 2ª     | 25 settembre | Saint-Amand-Montrond > Châtel-Guyon | 184,5 | Florent Brard      | Philippe Gilbert    |
| 3ª     | 26 settembre | Objat > Objat                       | 174,3 | Éric Berthou       | Philippe Gilbert    |
| Totale | Totale       | Totale                              | 535   |                    |                     |

## Dettagli delle tappe

### 1ª tappa
- 24 settembre: Contres > Saint-Amand-Montrond – 176,6 km

| Pos. | Corridore        | Squadra      | Tempo |
| ---- | ---------------- | ------------ | ----- |
| 1    | Jaan Kirsipuu    | AG2R         |       |
| 2    | Robert Förster   | Gerolsteiner | a 2"  |
| 3    | Philippe Gilbert | FDJ          | s.t.  |

| Pos. | Corridore        | Squadra      | Tempo |
| ---- | ---------------- | ------------ | ----- |
| 1    | Jaan Kirsipuu    | AG2R         |       |
| 2    | Robert Förster   | Gerolsteiner | a 2"  |
| 3    | Philippe Gilbert | FDJ          | s.t.  |

### 2ª tappa
- 25 settembre: Saint-Amand-Montrond > Châtel-Guyon – 184,5 km

| Pos. | Corridore        | Squadra           | Tempo    |
| ---- | ---------------- | ----------------- | -------- |
| 1    | Florent Brard    | Chocolade Jacques | 4h39'44" |
| 2    | Sylvain Chavanel | Brioches La B.    | s.t.     |
| 3    | Philippe Gilbert | FDJ               | a 1'45"  |

| Pos. | Corridore        | Squadra      | Tempo    |
| ---- | ---------------- | ------------ | -------- |
| 1    | Philippe Gilbert | FDJ          | 8h13'08" |
| 2    | Simon Gerrans    | AG2R         | a 16"    |
| 3    | Koen de Kort     | Rabobank TT3 | a 19"    |

### 3ª tappa
- 26 settembre: Objat > Objat – 174,3 km

| Pos. | Corridore      | Squadra           | Tempo    |
| ---- | -------------- | ----------------- | -------- |
| 1    | Éric Berthou   | R.A.G.T. Semences | 4h40'34" |
| 2    | Saulius Ruskys | Oktos             | a 27"    |
| 3    | Franck Renier  | Brioches La B.    | s.t.     |

| Pos. | Corridore        | Squadra      | Tempo     |
| ---- | ---------------- | ------------ | --------- |
| 1    | Philippe Gilbert | FDJ          | 12h54'56" |
| 2    | Simon Gerrans    | AG2R         | a 16"     |
| 3    | Koen de Kort     | Rabobank TT3 | a 19"     |

## Classifiche finali

### Classifica generale
| Pos. | Corridore         | Squadra                          | Tempo     |
| ---- | ----------------- | -------------------------------- | --------- |
| 1    | Philippe Gilbert  | FDJ                              | 12h54'56" |
| 2    | Simon Gerrans     | AG2R Prévoyance                  | a 16"     |
| 3    | Koen de Kort      | Rabobank TT3                     | a 19"     |
| 4    | Dmitriy Fofonov   | Cofidis                          | s.t.      |
| 5    | Christophe Brandt | Lotto-Domo                       | s.t.      |
| 6    | Jukka Vastaranta  | Rabobank TT3                     | s.t.      |
| 7    | Zbigniew Piatek   | Chocolade Jacques-Wincor Nixdorf | s.t.      |
| 8    | Jens Renders      | MrBookmaker-Palmans              | s.t.      |
| 9    | Frédéric Gabriel  | MrBookmaker-Palmans              | s.t.      |
| 10   | Christophe Moreau | Crédit Agricole                  | s.t.      |